# Josino do Nascimento Silva
Josino do Nascimento Silva (Campos dos Goitacazes, 31 de julho de 1811 — 6 de junho de 1886) foi magistrado e político brasileiro. 

## Vida
Nasceu em Campos dos Goitacazes, Rio de Janeiro, filho de Manuel do Nascimento Silva e de Margarida Rosa de São José.
Bacharel em Ciências Jurídicas e Sociais pela Faculdade de Direito de São Paulo, na turma de 1834. Promotor Público e Juiz Municipal da Corte. Procurador dos Feitos da Fazenda Nacional. Oficial Maior da Secretaria de Justiça (1852). Diretor-Geral da Secretaria de Estado dos Negócios da Justiça.
Membro da Assembleia Provincial do Estado do Rio de Janeiro. Deputado à Assembleia Geral Legislativa, pelo Rio de Janeiro (1845 - 1847). Foi presidente das províncias de São Paulo por duas vezes, de 4 de janeiro de 1853 a 26  de junho de 1854, e do Rio de Janeiro, de 15 de abril de 1871 a 10 de outubro de 1872.
Diretor-Geral da Instrução Pública da Província do Rio de Janeiro. Advogado do Banco do Brasil. Presidente do Conservatório Dramático. Conselheiro do Império. Cavaleiro da Imperial Ordem de Cristo. Comendador da Imperial Ordem de Cristo. 
Sócio do Instituto da Ordem dos Advogados do Brasil, participando da sua fundação, e da sua primeira administração, na função de secretário (1843). Membro do Instituto Histórico e Geográfico Brasileiro (1839).
Faleceu pouco antes de completar 75 anos e seu corpo foi sepultado no Cemitério da Ordem Terceira do Carmo, Rio de Janeiro.

## Família
Casou-se, em 21 de maio de 1836, na Igreja de Santa Rita de Cássia, Rio de Janeiro, com Maria Jesuína da Rocha Freitas. Eles tiveram onze filhos, entre os quais:
- Maria Emília do Nascimento Silva (* 21 de maio de 1838), casada em 1857 com André Cordeiro de Araújo Lima;
- Ernesto do Nascimento Silva (10 de setembro de 1857 - 1925), médico higienista. Professor e diretor da Faculdade de Medicina do Rio de Janeiro (1914). Diretor da Instrução Pública Municipal (1921). Casou duas vezes: a primeira, em 1882, no Rio de Janeiro, com Ana de Alencar Araripe, Senhorinha (1863 - 1899), filha do magistrado Tristão de Alencar Araripe e de Argentina Franklin de Alencar Lima. Casou a segunda vez em 1903, no Rio de Janeiro, com Alda de Miranda Campos († 1952), natural de Cedofeita, Porto, Portugal, filha de Francisco Antonio de Campos e de Adelita de Miranda.